# Juan Carlos Cernadas Lamadrid
 Juan Carlos Cernadas Lamadrid  (Argentina, 26 de octubre de 1940 - 10 de agosto de 2017) fue un guionista de cine y televisión de larga trayectoria en su país.

## Actividad profesional
Se dio a conocer inicialmente con un libro de poemas titulado Mi primer libro. En la década de 1960 dirigió en televisión los programas Buenas noches mi amor, Mundo joven, y Para bien de todos en tanto participaba en varias obras de teatro. En la década siguiente dirigió en Canal 7 el Ciclo de sainetes argentinos, guionó varios programas televisivos y codirigió con Rodolfo Khun la obra teatral ¿Por qué tango?. En 1979 escribió el guion de Fortín Quieto, la primera miniserie en color realizada en Argentina, la que fue premiada por la Secretaría de Cultura de la Nación.Su  costo de 600 000 dólares estadounidenses fue elevado para la época y el país donde se produjo. Fue la primera miniserie en color realizada en Argentina y la que fue premiada por la Secretaría de Cultura de la Nación.
En la década de 1980 hizo los guiones de tres películas de largometraje y de cortos comerciales. También de los documentales Hombres de puerto , Hombres y herramientas y Arena peligrosa . Escribió un libro sobre obras de televisión y en 1986 en colaboración con Ricardo Halac hizo los 21 episodios de Yo fui testigo sobre hechos de repercusión periodística. Por presiones de presuntos afectados no se filmaron todos los guiones preparados, pero luego la totalidad se publicó en fascículos.
En 1991 escribió para el ciclo Alta comedia de Canal 9, Homenaje al sainete argentino seguido de Ecos (1991), en 13 capítulos. En 1994 escribió para Canal 9 3 capítulos de la miniserie Marco, el candidato, protagonizado por Rodolfo Bebán  pero fue reemplazado por su incompatibilidad con Romay (hijo) que quería que en cada capítulo hubiera un golpe de efecto.
En 1998 sobre una idea de Cernadas, con libro de Javier Dualte y Alejandro Taltanian y dirección de Alejandro Maci se proyectó por el canal Telefé la miniserie Fiscales, de temática judicial, en la que se narraban tres casos en cada capítulo que eran protagonizados por Selva Aleman, Darío Grandinetti y Jorge Marrale acompañados por otros destacados actores. Tuvo poca audiencia y muchos premios pues además del Martín Fierro a los unitarios o miniseries, recibieron los suyos Alemán y Grandinetti.
Desde enero de 1999 hasta noviembre del mismo año Telefé emitió La mujer del presidente, adaptación de la serie colombiana homónima  emitida por Caracol Televisión entre 1997 y 1998 con altos índices de audiencia.La adaptación fue realizada por Cernadas Lamadrid. Fue nominada para el Premio Martín Fierro y el periodista Osvaldo Bazán opinó:

"Generosa producción y buenos actores, pero fallan aspectos cruciales del relato. Hay pánico de que el espectador no entienda algo"

Por su labor en televisión fue galardonado con el premio "Lasalle" al mejor autor.
También recibió el premio Prensario por el guion de Nosotros y los miedos, y el Premio Martín Fierro por el guion del documental para televisión Yo fui testigo. Es docente de guion en distintos institutos y universidades del país.

## Filmografía
Guionista
- Puerto de partida (cortometraje) (2003)
- La Rosales  (1984)
- Los pasajeros del jardín  (1982)
- Los miedos  (1980)

## Televisión
Guionista
- Cara a cara (serie) (2007) (1 episodio)
- La mujer del presidente (serie) (1999) (adaptación de la serie colombiana)[9]
- Alta comedia (serie) (1991 y 1993) (2 episodios) 
  - Hoy digo basta (1993)
  - Homenaje al sainete argentino (1991)[5]
  - Ecos (1991)[5][6]
- Marco, el candidato (Miniserie) (1993 3 episodios)[7]
- Atreverse (serie) (3 episodios) (1990)
  - Mientras viva
  - Un... uno... una... etc
  - Alta en el cielo
- Compromiso (1983) (3 episodios)
  - Un, uno, una
  - Hasta decirnos adiós (supervisor de guion)
  - Electroshock (supervisor de guion)
- Área peligrosa (miniserie) (3 episodios) (1982)
  - El visitante de la noche
  - Vivir y dejar vivir
  - Crimen en la clínica privada
- Los exclusivos del Nueve (serie) (2 episodios) 
  - Living Room (1982)
  - La novia de los forasteros (1981)
- Los siete pecados capitales (serie) (1 episodio ) (1982)
  - La pereza
- Nosotros y los miedos (serie) (4 episodios) (1982)
  - Miedo a recomenzar
  - Miedo a los demás
  - Miedo al análisis
  - Un caño común (Miedo a decidir)
- Veladas de gala (serie) (1 episodio) 
  - Las de Barranco (1981)
- Los miedos  (1980)
- Casa de muñecas (miniserie) (adaptación de obra teatral - 3 episodios) (1980)
- Justo Suárez, el torito de Mataderos (serie) (3 episodios)  (1980)
- Fortín Quieto (miniserie)  (3 episodios) (1979)
- Dejame que te cuente (serie) (3 episodios)  (1971)
- Ciclo de teatro argentino (serie) (1 episodio) 
  - Máximo treinta y nueve (1970)

## Teatro
- El último virrey